# Las manos
Las manos è un film drammatico argentino del 2006 diretto da Alejandro Doria.

## Trama
Il film segue la vita e le opere di Padre Mario Pantaleo, sacerdote argentino nato in Italia. Padre Mario, così come veniva abitualmente chiamato, divenne un personaggio popolare che dedicò la sua esistenza ai poveri e agli ammalati, ottenendo fama di guaritore.
L'utilizzo della pratica dell'imposizione delle mani gli procurò diversi detrattori, sia nelle forze dell'ordine che nelle gerarchie ecclesiastiche.

## Produzione
Il film venne realizzato con il sostegno dell'Instituto Nacional de Cine y Artes Audiovisuales e co-prodotto dall'Università Nazionale di La Matanza, con la partecipazione di Televisió de Catalunya.
Il progetto fu fortemente voluto dall'attrice Graciela Borges, che ne propose la regia a Doria dopo aver letto la sceneggiatura di Juan Bautista Stagnaro. Parlando del personaggio protagonista del film, Doria dichiarò "Non era una figura religiosa, ma un eroe". Asserì inoltre che il film avesse "il 20% di verità e l'80% di finzione basata sul cinema".
Fu l'ultima pellicola del regista, che morì tre anni più tardi. Prima di girare questo film, Doria era stato lontano dal cinema per oltre quindici anni, escludendo la partecipazione al docu-drama 18-J, un insieme di cortometraggi diretti da dieci registi argentini.
Parte delle riprese si svolsero in Catalogna, tra le località di Barcellona, Badalona e Aiguamúrcia. Fu girato a partire dal mese di luglio del 2005.

## Accoglienza
Il film ottenne un buon riscontro di pubblico e critica.
Il critico cinematografico del quotidiano La Nación, Adolfo C. Martínez, scrisse: "Il regista sapeva, senza dubbio, che questa storia aveva bisogno di calore e gentilezza per riassumere una vita immacolata ed è per questo che è riuscito, attraverso un'impeccabile direzione artistica, un'ottima musica e una fotografia notevole, a plasmare quell'esistenza sempre pronta ad aiutare permanentemente gli altri"; elogiò inoltre le interpretazioni degli attori principali, in particolare "il notevole lavoro di Jorge Marrale che interpreta con enorme precisione quel Padre Mario con un sorriso gentile e parole semplici, e l'impeccabile lavoro di Graciela Borges, nei panni di Perla, la donna che ha sostenuto il sacerdote nel suo lungo pellegrinaggio all'interno di un micro-mondo popolato da candore e lotte quotidiane".
La rivista Fotogramas assegnò al film un punteggio di tre stelle su cinque.
Su El Periódico, Nando Salvà affermò: "Deliberatamente episodico – a volte troppo – Las manos adotta un tono magniloquente e commovente la cui efficacia è in ultima analisi minata dall'abuso della retorica manichea e del melodramma".
Lael Lowenstein di Variety stroncò l'opera, sostenendo: "Delude come un dramma semplice e poco brillante. La storia di un prete di talento che viene frainteso dai suoi superiori raramente supera il livello di una telenovela. Difficilmente genererà molto entusiasmo negli Stati Uniti o nei mercati non ispanici, il film sembra destinato a rimanere una nota a piè di pagina da festival".
Emilio Bellón su Página/12 spese parole di elogio nei confronti di "una colonna sonora che apre sensazioni sugli spazi dell'intimità e dell'autenticità" e affermò che "il film lascia emergere un umorismo sul quotidiano che gli conferisce una sorprendente verosimiglianza".
Il film ottenne numerosi premi e nomination nei festival e nelle rassegne di settore.
Vinse otto statuette nella prima edizione dei Premi Sur, assegnati da una selezione di artisti, professionisti e tecnici del settore cinematografico.
Si aggiudicò inoltre il Premio Goya per il miglior film straniero in lingua spagnola.

## Riconoscimenti
- 2007 - Premio Goya
  - Premio Goya per il miglior film straniero in lingua spagnola

- 2006 - Premio Clarín
  - Miglior attore a Jorge Marrale
  - Candidatura alla migliore attrice cinematografica a Graciela Borges
  - Candidatura alla migliore attrice non protagonista a Belén Blanco

- 2006 - Huelva Latin American Film Festival
  - Silver Colon per il miglior regista ad Alejandro Doria
  - Premio del pubblico ad Alejandro Doria
  - Candidatura al Golden Colon ad Alejandro Doria

- 2007 - Cartagena Film Festival
  - OCLACC Award ad Alejandro Doria
  - Migliore attrice non protagonista a Graciela Borges
  - Candidatura al miglior film

- 2007 - Condor d'argento
  - Migliori costumi a Beatriz Di Benedetto
  - Candidatura al miglior film
  - Candidatura al miglior regista ad Alejandro Doria
  - Candidatura alla migliore sceneggiatura originale ad Alejandro Doria e Juan Bautista Stagnaro
  - Candidatura al miglior attore protagonista a Jorge Marrale
  - Candidatura alla migliore attrice protagonista a Graciela Borges
  - Candidatura al miglior attore non protagonista a Duilio Marzio
  - Candidatura alla migliore rivelazione maschile a Esteban Pérez
  - Candidatura alla migliore direzione artistica a Margarita Jusid

- 2006 - Premio Sur
  - Miglior film
  - Miglior regista ad Alejandro Doria
  - Miglior attore protagonista a Jorge Marrale
  - Migliore attrice protagonista a Graciela Borges
  - Miglior montaggio a Marcela Sáenz
  - Migliore direzione artistica a Margarita Jusid
  - Migliori costumi a Beatriz Di Benedetto
  - Miglior sonoro a Jorge Stavropulos
  - Candidatura al miglior attore non protagonista a Duilio Marzio
  - Candidatura alla migliore attrice non protagonista a Belén Blanco